# Stevča Mihailović
Stevča Mihailović (Jagodina, gennaio 1804 – Belgrado, 19 settembre 1888) è stato un politico serbo, due volte primo ministro del Principato di Serbia dal 31 agosto all’8 ottobre 1875 e dal 6 maggio 1876 al 13 ottobre 1878.
Durante il suo secondo mandato come primo ministro, Mihailović dichiarò guerra all'Impero ottomano permettendo al Paese di raggiungere l'indipendenza e un'espansione territoriale successivamente sanciti dal Congresso di Berlino del 1878.